# Фицкарральдо
«Фицкарра́льдо» (нем. Fitzcarraldo) — фильм немецкого режиссёра Вернера Херцога, удостоенный приза за лучшую режиссуру Каннского кинофестиваля. Фильм отдалённо основан на событиях жизни перуанского «каучукового барона» Карлоса Фермина Фицкаральда, который в ходе экспедиции 1894 года по рекам в бассейне Амазонки организовал перевозку парохода через горный перевал. Извилистая история создания картины запечатлена в документальной ленте «Бремя мечты» (1982). Премьера «Фицкарральдо» в ФРГ состоялась в марте 1982 года.

## Сюжет
Начало XX века. Главный герой фильма, Брайан Фицджеральд — в Латинской Америке его называют Фицкарральдо — проделывает огромное путешествие (2000 миль по Амазонке и её притокам) и прибывает в театр «Амазонас», чтобы послушать выступление Энрико Карузо. Меломания его граничит с фанатизмом: Фицкарральдо мечтает выстроить оперный театр в самом сердце перуанской сельвы и пригласить туда Карузо. Чтобы финансировать это грандиозное предприятие, Фицкарральдо приобретает концессию — берёт в аренду участок для добывания каучука. Он снаряжает экспедицию и на пароходе отправляется на место (берега реки Укаяли); однако попасть туда не так-то просто — требуется преодолеть крайне опасные пороги. Тогда Фицкарральдо принимает решение обойти опасный участок по другой реке, а затем в месте близкого соприкосновения их русел перетащить судно по земле из одной реки в другую. Эта, казалось бы, безумная операция заканчивается успехом. Однако Фицкарральдо не принял в расчёт менталитет индейцев. Они воспринимают пароход и его самого сквозь призму своих верований и усматривают в происходящем возможность усмирить «контролирующих» пороги демонов. Ночью, когда измученный тяжелейшим мероприятием Фицкарральдо засыпает, индейцы перерубают якорную цепь. Судно несётся прямо на пороги, и Фицкарральдо чудом остаётся в живых. Проект строительства театра провалился, а главный герой утешает себя тем, что устраивает своеобразный концерт на воде.

## В ролях
- Клаус Кински — Брайан Суини Фицджеральд (Фицкарральдо)
- Клаудиа Кардинале — Молли
- Жозе Левгой — дон Аквилино
- Мигель Анхель Фуэнтес — Шоло
- Пауль Хитшер — капитан Пауль Ориноко
- Хуэрекеке Энрике Бохоркес — повар Хуэрекеке
- Гранде Отело — смотритель станции

## Съемки
Первоначально планировалось, что роль помощника Фицкарральдо сыграет Мик Джаггер. Однако мировое турне помешало ему сниматься, и тогда Вернер Херцог выбросил эту роль из сценария. В главной роли должен был сниматься Джейсон Робардс, но и этот замысел не осуществился: после нескольких уже отснятых сцен актёр заболел, и врачи категорически запретили ему продолжать работать в джунглях. В итоге роль Фицкарральдо досталась любимому актёру Херцога Клаусу Кински, однако его капризное поведение довело до «белого каления» не только режиссёра, но и вождя индейцев, который предложил Херцогу убить Кински.
Когда Кински возжелал всё бросить и уехать из Перу, где проходили съёмки, и даже сел в лодку, — Херцог сказал ему, показав револьвер, что всадит в капризного актёра все пули, кроме последней. Которую пустит себе в голову. После чего «работать с Кински стало сплошным удовольствием». В документальном фильме «Мой любимый враг» Херцог сказал, что Кински сильно приукрасил этот случай для прессы, и на самом деле режиссёр не был вооружён. Он лишь пообещал, в случае отплытия Кински, сходить за оружием в свою палатку и настигнуть актёра у ближайшего изгиба реки.

Сцена медленного переваливания корабля через разделяющий реки холм снята без каких-либо спецэффектов, и без применения инженерных приспособлений. Семьсот местных индейцев тянули тросы. Хотя система блоков была, но она не использовалась. Как говорил сам Херцог:
C помощью совсем крошечного приложения силы, можно было сдвинуть корабль. Правда, чтобы продвинуть его на десять дюймов, пришлось бы протянуть пять миль каната.
 Вернер Херцог стремился к тому, чтобы зритель физически ощутил масштаб происходящего. Эпизод с порвавшимся канатом, когда уже преодолевшее часть пути судно вдруг начинает скользить обратно, вниз, отражает реально возникшую во время съёмок ситуацию.

## Награды и номинации
- 1982 — приз за лучшую режиссуру Каннского кинофестиваля (Вернер Херцог)
- 1982 — серебряная награда Deutscher Filmpreis за лучший фильм
- 1982 — премия OCIC Award кинофестиваля в Сан-Себастьяне (Вернер Херцог)
- 1983 — номинация на премию BAFTA за лучший фильм на иностранном языке (Вернер Херцог)
- 1983 — номинация на премию «Золотой глобус» за лучший зарубежный фильм